# Биндра, Абхинав
Абхинав Биндра (в.-пандж. ਅਿਭਨਵ ਿਬੰਦਰਾ, род. 28 сентября 1982 года в Зиракпуре, Пенджаб, Индия) — индийский стрелок и бизнесмен, олимпийский чемпион 2008 года. Специализировался в стрельбе из пневматической винтовки с дистанции 10 метров. Первый спортсмен в истории независимой Индии, выигравший золотую олимпийскую награду в индивидуальной дисциплине, и первый олимпийский чемпион от Индии с 1980 года, когда индийские хоккеисты на траве победили на Олимпиаде в Москве.

## Биография
В сборной Индии по стрельбе с 2000 года. Чемпион мира 2006 года, двукратный победитель Игр Содружества (2002 и 2006). В 2008 году стал олимпийским чемпионом, участник Олимпийских игр 2000 и 2004 годов. На Олимпиаде-2008 в Пекине перед финальным выстрелом Биндра шёл вровень с финном Хенри Хяккиненом, но выбил последним выстрелом 10,8 очка (лучший выстрел индийца в финале) и выиграл золото, тогда как Хаккинен попал 9,7 и остался третьим.
Рост — 173 см, вес — 65,5 кг (по состоянию на август 2008 года). Выпускник американского университета Колорадо.
После победы на Олимпиаде в Пекине Биндра получил множество наград и денежных премий в Индии, в частности, известный бизнесмен Лакшми Миттал наградил стрелка суммой в рупиях, эквивалентной 325 тыс. долларов США, правительство Индии премировало Биндру на сумму около 110 тыс. долларов. Биндра является лауреатом двух высших индийских спортивных наград — премий Раджив Ганди Кхел Ратна и Арджуна. Министерство железнодорожного транспорта Индии наградило Биндру пожизненным бесплатным правом проезда на всех поездах.
5 сентября 2016 года объявил о завершении спортивной карьеры.